# Atari Abaq ATW Transputer 800
Atari Abaq ATW Transputer 800 (Abaq ATW Transputer 800) је радна станица фирме Атари (Atari) који је почео да се производи у САД током 1987. године.
Користио је RISC Inmos T-800 32-битну (4 mips) микропроцесорску јединицу а RAM меморија рачунара је имала капацитет од 4 MB. 
Као оперативни систем кориштен је HELIOS.

## Детаљни подаци
Детаљнији подаци о рачунару Abaq ATW Transputer 800 су дати у табели испод.
|                       |                                                       |
| [ 1 ]                 |                                                       |
| Произвођач            | Атари                                                 |
| Тип                   | радна станица                                         |
| Меморија              | 4 MB                                                  |
| Поријекло             | Сједињене Америчке Државе                             |
| Година                | 1987                                                  |
| Тастатура             |                                                       |
| Процесор              |                                                       |
| Фреквенција процесора | непознато                                             |
| RAM                   | 4 MB                                                  |
| ROM                   | непознато                                             |
| Текст                 | непознато                                             |
| Графика               | 4 мода, највише : 1280 x 960 и 1024 x 768             |
| Боја                  | 16 (1280 x 960), 256 (1024 x 768) између 16,7 милиона |
| Звук                  | непознато                                             |
| Димензије             | 15 1/4 д x 15 ш x 5 в / 20 фунти                      |
| Портови               |                                                       |
| Оперативни систем     |                                                       |